# Huya (mitologia)
Huya, Huyà o Juyà (del Wayuunaiki: Juyá, pronunciat huˈja), és el déu de les pluges entre la gent del poble wayúu, assentats en Veneçuela i Colòmbia. El plutí (38628) Huya va agafar el seu nom d'aquest déu.